# Моаи кавакава
Моаи кавакава (рап. moai kavakava) — небольшие деревянные антропоморфные фигуры (статуэтки) культуры острова Пасха в Тихом океане.

## Описание
Каждая фигура напоминает стоячего слегка согнутого мужчину с истощенным телом. Некоторые из статуэток имеют сильно выраженную деформацию черепа.
Название статуэтки moai kavakava происходит от слов на языке рапануи моаи (монументальные монолитные человеческие фигуры) и слова кавакава, что означает ребра. Мало что известно о культурном контексте этих фигур, хотя они обычно считаются изображением голодающих предков или демонов. Считается, что эти фигуры носили на шеях мужчины, которые участвовали ритуальных танцах во время религиозных церемоний.
Самая старая из статуэток найдена на острове Пасхи находится в Королевском музее искусства и истории в Брюсселе. Она была создана примерно с 1390 по 1480 год, что связывает её с культурой Штайнмоая.
Германский экспрессионист Макс Эрнст черпал вдохновение  для своих работ наблюдая статуэтки моаи кавакава. Упоминание о моаи кавакава также можно найти в сборниках французского сюрреалиста Андре Бретона .

## Галерея

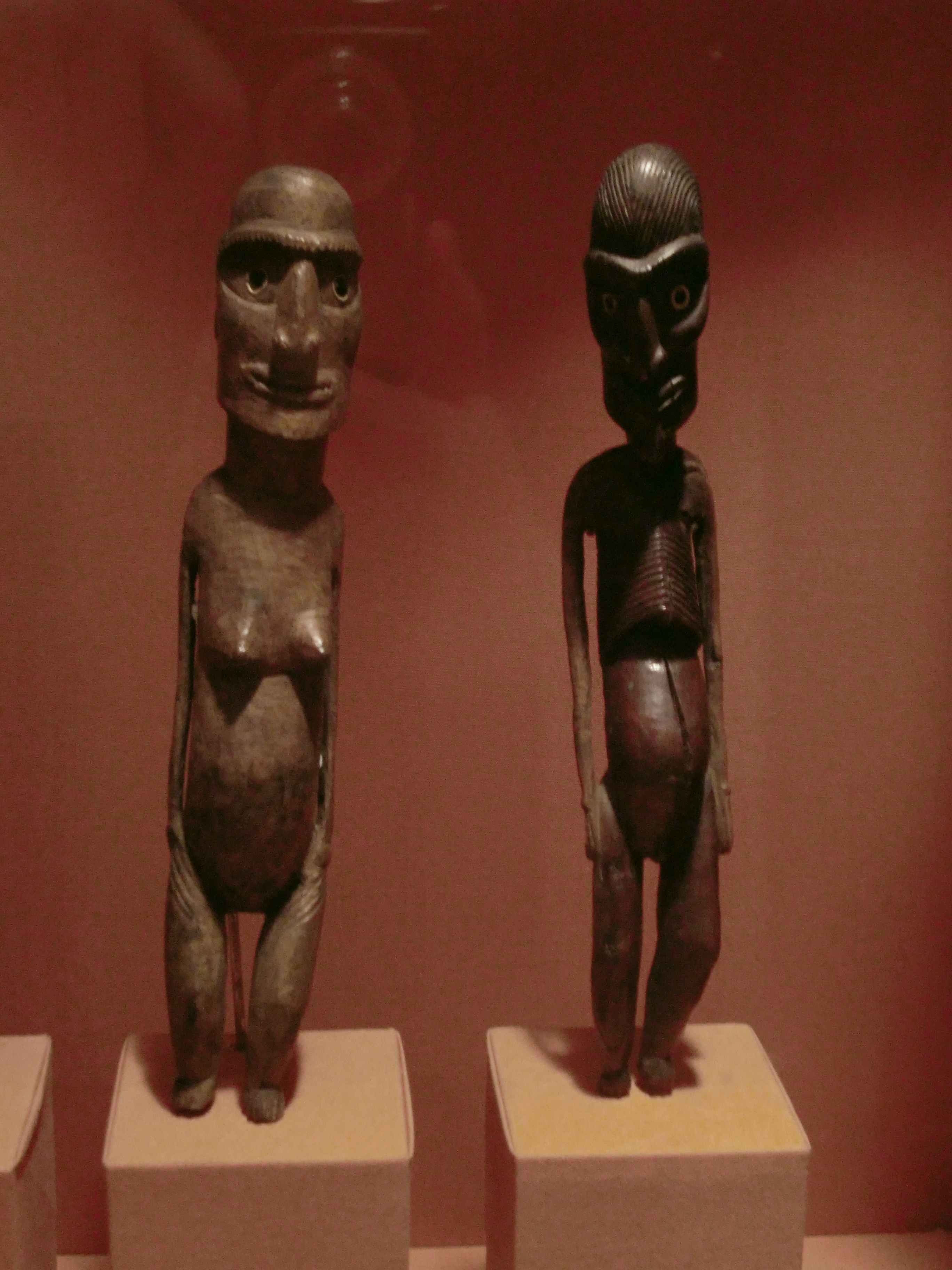
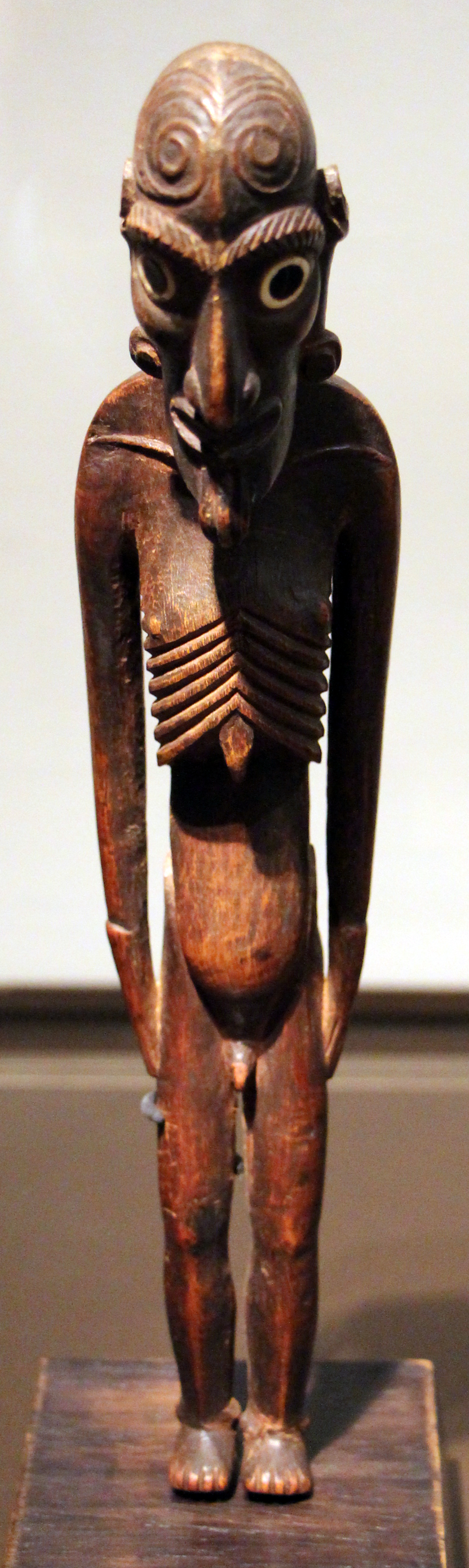
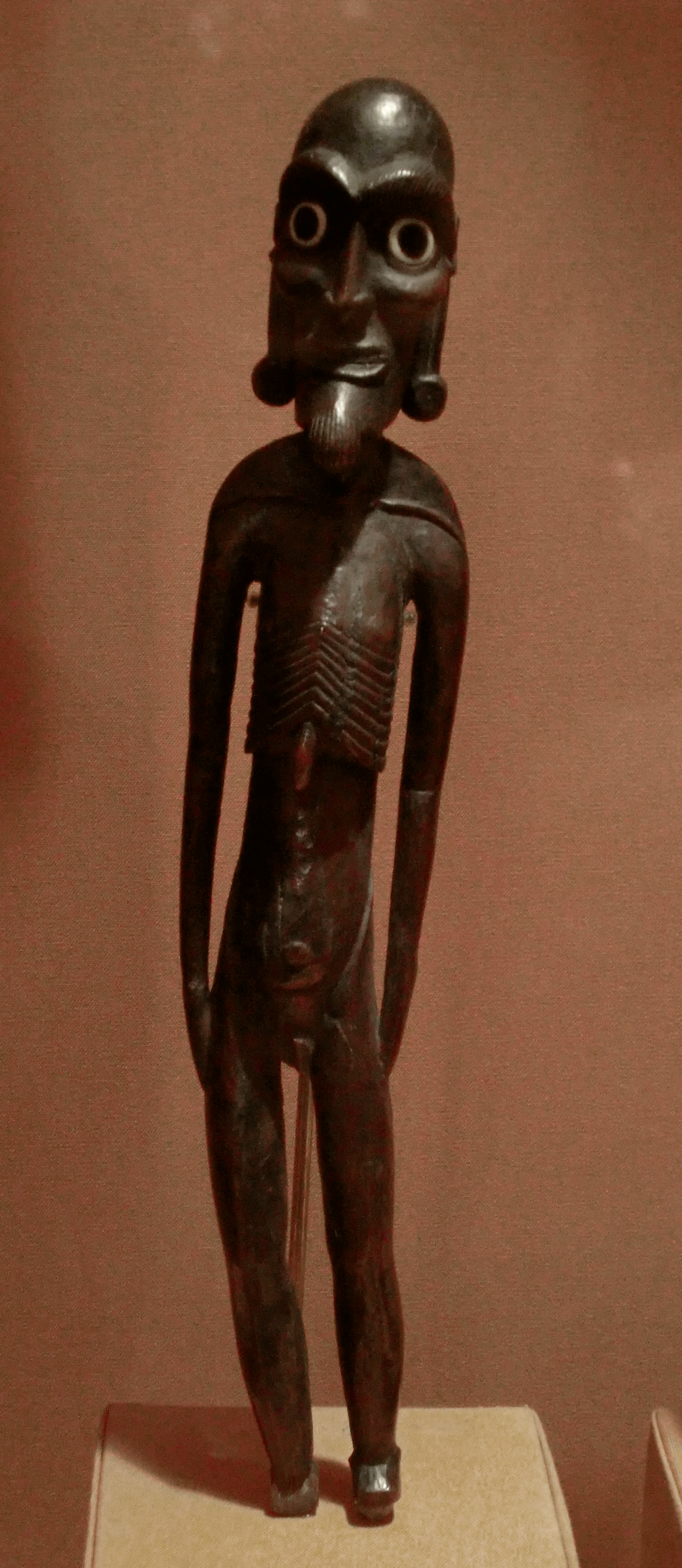